# 蒂姆·蒙哥马利
蒂姆·蒙哥马利（英語：Tim Montgomery，1975年1月25日—），生於南卡羅來納州加夫尼，美国男子田径运动员，主攻短跑项目。他在BALCO醜聞中使用和販買興奮劑被起訴。

## 外部連結
- 蒂姆·蒙哥马利在的頁面
- USATF profile for Tim Montgomery
- Extensive overview article （页面存档备份，存于） from ESPN